# Radionaspis indica
Radionaspis indica är en insektsart som först beskrevs av Marlatt 1908.  Radionaspis indica ingår i släktet Radionaspis och familjen pansarsköldlöss. Inga underarter finns listade i Catalogue of Life.